# (6540) Stepling
(6540) Stepling est un astéroïde de la ceinture principale.

## Description
(6540) Stepling est un astéroïde de la ceinture principale. Il fut découvert le 16 septembre 1982 à l'Observatoire Kleť par Antonín Mrkos. Il présente une orbite caractérisée par un demi-grand axe de 2,20 UA, une excentricité de 0,17 et une inclinaison de 4,7° par rapport à l'écliptique.

## Compléments